# Zebulon Butler
Zebulon Butler, född 1731 i Ipswich, Massachusetts, död 28 juli 1795 i Wilkes-Barre, Pennsylvania var en entreprenör, politiker och militär vilken spelade en framträdande roll i Wyomingdalens offentliga liv.

## Ungdom och tidiga liv

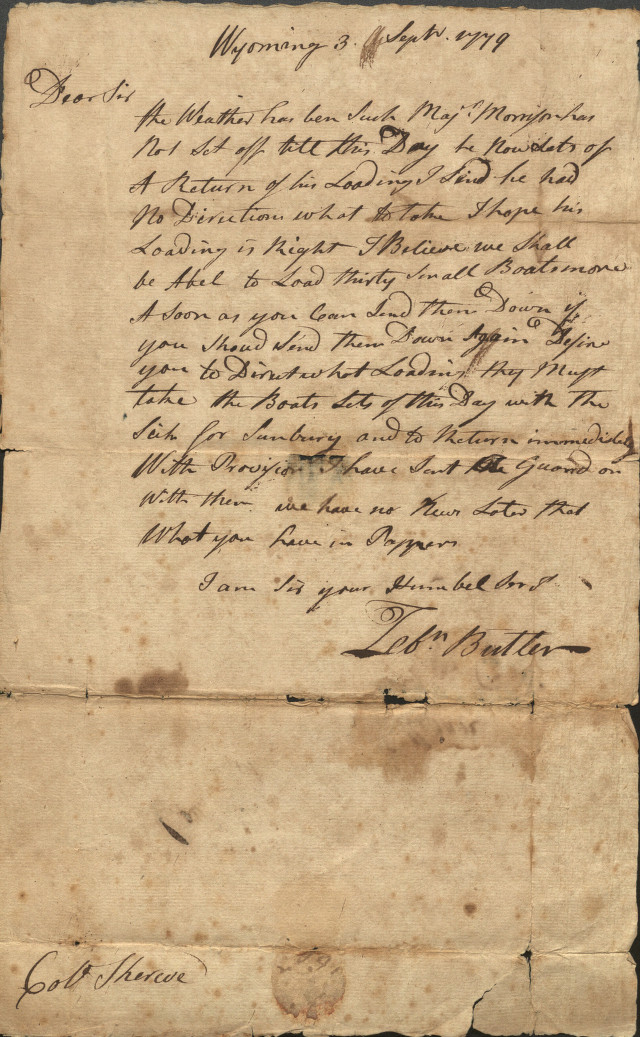
Ett brev skrivet av överste Zebulon Butler 1779.

När Zebulon Butler var fem år gammal flyttade familjen till Lyme, Connecticut. Som vuхen ägnade han sig åt köpenskap med Västindien på ett eget fartyg. Han ägde stora jordegendomar i Lyme och var en driftig företagare.
Under fransk-indianska kriget var Butler officer i Connecticuts provinstrupper och nådde överstelöjtnants grad. Han deltog i de flesta fälttåg i Lake Champlain-området, men även i den brittiska expedition som erövrade Havanna 1762. 

## Wyomingdalen
När Susquehanna Company började kolonisera Wyomingdalen 1769 var Zebulon Butler en av nybyggarna. Han slog sig ned i Wilkes-Barre och blev snart en lokal ledare, som aktivt deltog i de stridigheter som fanns mellan nybyggarna från Connecticut och kolonin, senare staten Pennsylvania. Butler hade sedan 1771 kompaniets uppdrag att leda nybyggeskolonisationen och blev 1773 en ledamot av dess direktion. Han blev fredsdomare 1773 och valdes till ledamot av Connecticuts lagstiftande församling 1774, 1775 och 1776.  

## Pennamitkrigen
När nybyggarna från Connecticut kom till Wyomingdalen fann de att där redan bodde nybyggare från Pennsylvania. Snart utbröt regelrätta strider med våld och död på bägge sidor. Dessa strider kallades Pennamitkrigen, efter Connecticutbornas namn på nybyggarna från Pennsylvania, "pennamiter". Styrkor från Pennsylvania tog 1770 en skans i Wilkes-Barre och förde bort dess försvarare som fångar. Bland dem var Zebulon Butler vilken sedan satt fängslad i stadshäktet i Philadelphia. Efter att ha frigivits ledde han 1771 belägringen av en pennamitisk skans i Wilkes-Barre, som efter 26 dagar tvingades ge upp.  

## Frihetskriget
När det amerikanska frihetskriget bröt ut blev Zebulon Butler överste och chef för Tjugofjärde Milisregementet vilket organiserades i Wyomingdalen. 1776 utnämndes han till överstelöjtnant och ställföreträdande regementschef för Tredje Connecticutregementet i kontinentalarmén. Vid tiden för det lojalistiska överfallet på Wyomingdalen 1778, vistades Butler hemma på permission och uppmanades av officerarna i milisregementet att ta befälet, vilket han gjorde i det olyckliga slaget om Wyomingdalen där 340 män från Wyomingdalen dödades. Samma år befordrades han till överste och chef för Andra Connecticutregementet. Därefter var han kommendant för den garnison från kontinentalarmén som stationerades i Wyomingdalen till skydd för ytterligare anfall. 1781 blev han chef för Fjärde Connecticutregementet, som var stationerat vid West Point. 

## Efter kriget
När staten Pennsylvania bildade Luzerne County 1786 utnämndes Zebulon Butler till en av tre kommissionärer vilka hade till uppgift att organisera det nya grevskapet. Från 1787 till 1792 var han grevskapets landshövding (lieutenant of the county), utnämnd av Pennsylvanias regering. 

## Familjeliv
Zebulon Butler var gift tre gånger. Han ingick 1760 äktenskap med Anne Lord (1736-1773) från Lyme. Med henne hade han tre barn vilka alla var födda i Lyme. Efter Annes död gifte sig Butler 1775 med Lydia Johnson (1756-1781); med henne hade han en son. När Lydia avlidit gifte sig Butler samma år med Phoebe Height (1752-1832), med vilken han hade en son och två döttrar. 